# Rosenauer Kirche

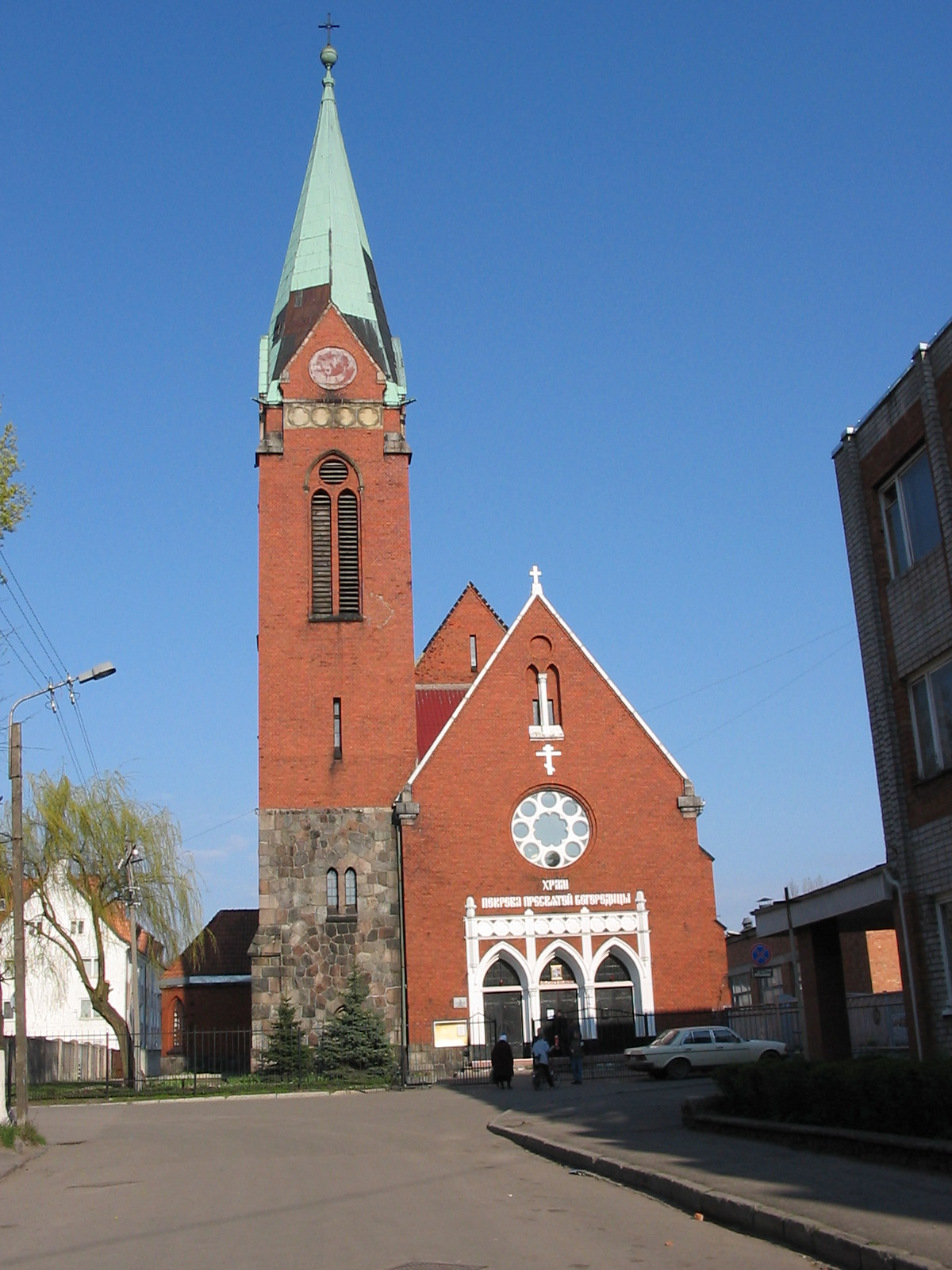
2004

Die Rosenauer Kirche (russisch Кирха Розенау) ist eine Kirche in Königsberg im ehemaligen Stadtteil Rosenau. Sie liegt südöstlich der Stadtmitte. Die Grundsteinlegung war 1914. Durch die Kriegsereignisse verzögerte sich die Fertigstellung bis 1926. Die Fundamente dieser neogotischen Kirche ruhen auf den Granitblöcken eines ehemaligen Königsberger Festungswerks. Im Zweiten Weltkrieg nur unwesentlich beschädigt, diente sie lange Jahre als Lagerstätte. Seit der Renovierung 1991 dient das Gotteshaus der orthodoxen Glaubensrichtung.